# Technisches Einsatzkommando
Technische Einsatzkommandos (TEK) sind spezialisierte Kräfte der Bayerischen Polizei, welche die Spezialeinsatzkommandos und die Mobilen Einsatzkommandos unterstützen. Sie verfügen über technische Expertise für komplexe Einsatzlagen.

## Geschichte und Aufgaben
Das TEK wurden in den Jahren nach der Gründung des SEK 1973 gegründet. Es gibt je eine Einheit innerhalb der Polizeiinspektion Spezialeinheiten in Nürnberg und in München.
Die Technischen Einsatzkommandos verfügen über technische Expertise für komplexe und gefährliche Einsatzlagen. Sie unterstützen die SEKs und MEKs und sind ähnlich ausgebildet. Sie führen z. B. Ortungen, akustische und optische Aufklärung durch.

## Gliederung in anderen Bundesländern
In anderen Bundesländern heißen diese Einheiten Technische Einsatzgruppe (TEG) und sind zum Teil dem LKA angegliedert, so z. B. in NRW.